# 4186 Tamashima
4186 Tamashima è un asteroide della fascia principale del diametro medio di circa 27,19 km. Scoperto nel 1977, presenta un'orbita caratterizzata da un semiasse maggiore pari a 3,1075195 UA e da un'eccentricità di 0,0615539, inclinata di 24,08826° rispetto all'eclittica.